# Sakura, Chiba
Sakura (佐倉市, Sakura-shi) är en stad i den japanska prefekturen Chiba på den östra delen av ön Honshu. Den har cirka 170 000 invånare, är belägen öster om Tokyo och ingår i dess storstadsområde. Sakura fick stadsrättigheter 31 mars 1954.